# Bioluminescenza

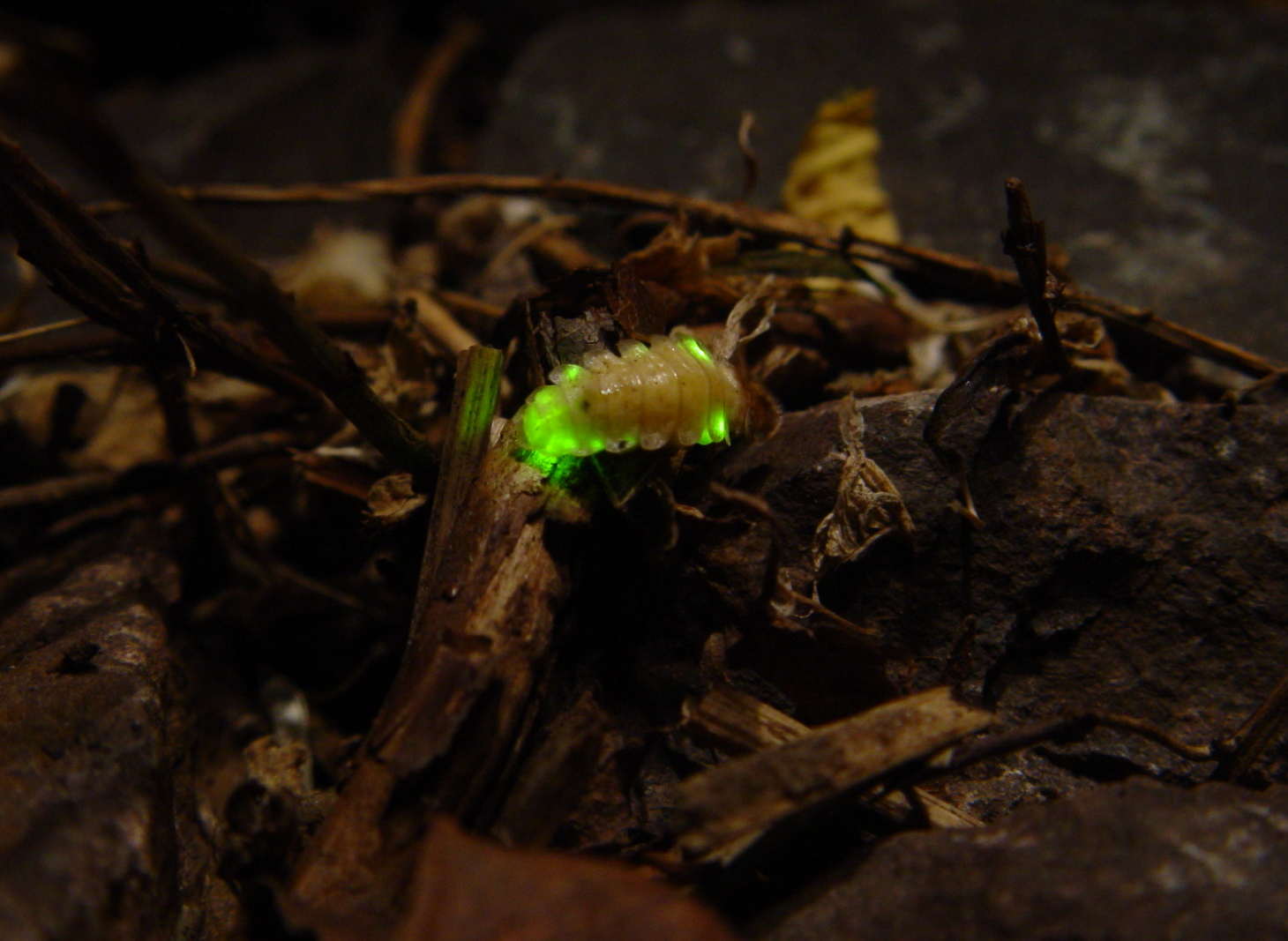
Lucciola

In chimica la bioluminescenza è un fenomeno per cui organismi viventi emettono luce attraverso particolari reazioni chimiche, nel corso delle quali l'energia chimica viene convertita in energia luminosa.

## Gruppi tassonomici bioluminescenti
La bioluminescenza è legata soprattutto ad organismi marini a volte tassonomicamente distanti tra loro (Antozoi, Ctenofori, Anellidi, Molluschi, Pesci, Dinoflagellati), ma riguarda anche animali terricoli, ad esempio insetti, come i coleotteri delle famiglie Lampyridae (lucciole) o Phengodidae (i cosiddetti "vermi luminosi", in riferimento alle loro larve, come per esempio Phrixothrix hirtus) e funghi (Omphalotus olearius, Gerronema viridilucens, specie appartenenti al genere Mycena).
Negli organismi marini gli organi produttori di luce prendono il nome di fotofori e sono presenti soprattutto nei pesci, nei cefalopodi, negli cnidari dell'ordine Siphonophora e in altri invertebrati viventi nel Piano batiale e nel Piano abissale nonché in numerosi organismi batipelagici.
Il fenomeno della bioluminescenza è diffuso anche in molti batteri, alcuni dei quali (es. Vibrio harveyi) originano l'effetto "milky sea" (mare di latte) che si verifica soprattutto nell'Oceano Indiano, dove il mare assume una luminescenza intensa tale da conferirgli il colore bianco del latte.

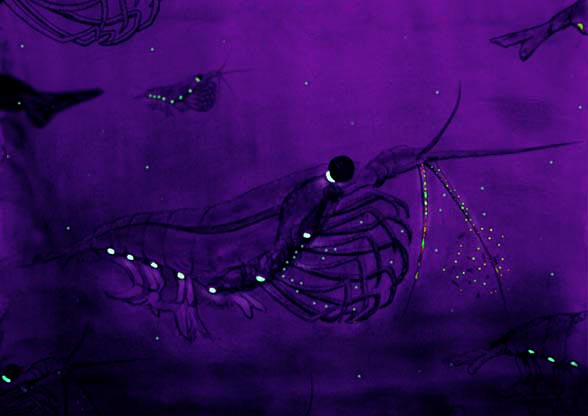
Krill bioluminescente

## Meccanismo della bioluminescenza
Il principio alla base della bioluminescenza è lo stesso di quello della chemiluminescenza, in cui alcune molecole, prodotte in uno stato elettronico eccitato, emettono parte di energia sotto forma di radiazione luminosa (fotoni) tornando allo stato fondamentale.
Studi biochimici hanno dimostrato che i meccanismi di emissione di luce da parte di organismi viventi sono molto vari e quindi, con buona probabilità, tale proprietà si è sviluppata in maniera indipendente nei vari gruppi biologici.
È stato accertato che in molti organismi viventi, tra i quali la lucciola, la bioluminescenza implica l'azione di almeno due composti chimici: un substrato organico che emette la luce, chiamato "luciferina", e un enzima catalizzatore chiamato "luciferasi". Nella maggior parte dei casi il fenomeno è appunto dovuto alla luciferina, che in presenza di ATP (adenosintrifosfato), magnesio e dell'enzima luciferasi, cede elettroni, i quali, passando ad un livello minore di energia, liberano energia sotto forma di luce.
Nei batteri (Photobacterium) la bioluminescenza è associata al consumo di ossigeno (O2) e quindi avviene solo in condizioni di aerobiosi.
Raphaël Dubois, un farmacologo francese, divenne noto per il suo lavoro sulla bioluminescenza e sull'anestesia. Coniò i termini proteone e bioproteone, derivanti dal greco Proteon, materia, e Bios, vita; bioproteone significa materia vivente. Concluse che non vi è alcuna differenza tra i due.